# Élio Antípatro

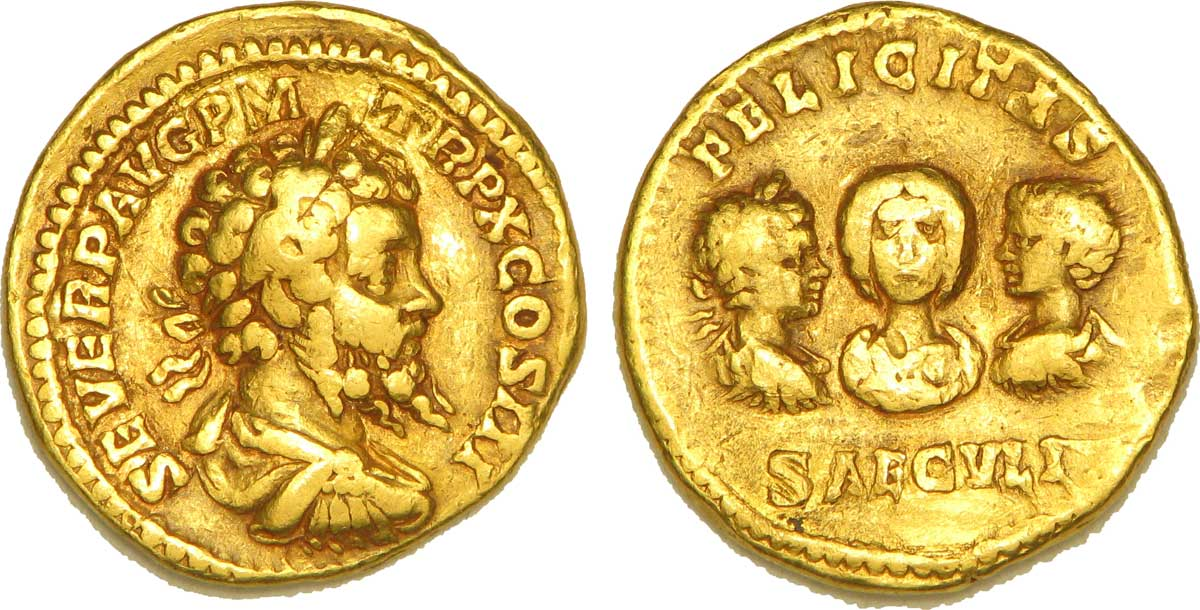
Áureo de Sétimo Severo r., Júlia Domna, Caracala r. e Geta r.

Élio Antípatro (em latim: Aelius Antipater; em grego clássico: Αἴλιος Ἀντίπατρος; romaniz.: Ailios Antípatros), também conhecido como Antípatro de Hierápolis, foi um sofista grego originário de Hierápolis, na Frígia, que esteve ativo durante o reinado de Sétimo Severo (r. 193–211). Segundo Filóstrato, Élio era autor de um relato da vida e feitos do imperador Sétimo Severo, porém nenhum fragmento da obra sobreviveu.
Élio Antípatro era filho de Zeuxidemo e discípulo de Adriano de Tiro, Júlio Pólux e Zenão. Em suas orações, improvisadas ou escritas, algumas das quais mencionadas por Filóstrato, Antípatro foi elogiado como o melhor na arte de escrever cartas, o que teria lhe rendido a nomeação por Sétimo Severo como "secretário para a correspondência grega" (ab epistulis Graecis) e tutor dos herdeiros imperiais Caracala (r. 211–217) e Geta (r. 209–211).
Em data desconhecida, com aproximados 50 anos, Élio Antípatro tornar-se-ia senador com posição consular e governador da província da Bitínia e Ponto por indicação de Sétimo Severo, porém permaneceria pouco tempo em ofício devido a violência empregada por ele na região. Ele seria enviado para sua terra natal em Hierápolis, onde faleceria aos 68 anos, alegadamente de inanição voluntária.